# Paddy Ryan (boxe anglaise)
Pour les articles homonymes, voir Paddy Ryan et Ryan.
Paddy Ryan est un boxeur irlandais né le 15 mars 1853 Thurles dans le Comté de Tipperary alors au Royaume-Uni de Grande-Bretagne et d'Irlande et mort le 14 décembre 1900 à Green Island, village de l'État de New York.

## Biographie
Ryan émigre aux États-Unis avec sa famille à 8 ans et s'installe à Troy dans l'État de New York. Adoslecent, il travaille en tant qu'éclusier sur le canal Érié et apprend à boxer auprès de Jimmy Killoran à l'institut polytechnique Rensselaer. Il livre son premier combat en 1877 selon les règles du London Prize Ring en vigueur à cette époque et devient le 30 mai 1880 champion des États-Unis poids lourds après sa victoire au 87e round contre Joe Goss qui n'était plus en mesure de continuer après 90 minutes d'affrontement.
Paddy Ryan perd ce titre face à John L. Sullivan le 7 février 1882. Il combat  par la suite essentiellement dans des exhibitions, à plusieurs reprises contre Sullivan, jusqu'en 1899 et meurt l'année suivante des suites de la maladie de Bright, une affection des reins.

## Distinction
- Paddy Ryan est membre à titre posthume de l'International Boxing Hall of Fame depuis 2020[2].